# Майріс Брієдіс
Майріс Брієдіс (латис. Mairis Briedis; нар. 13 січня 1985, Рига, Латвія) — латвійський боксер-професіонал, який виступає в першій важкій ваговій категорії (англ. Junior heavyweight), чемпіон світу за версією WBC (2017—2018), за версією WBO (2019), за версією IBF (2020—2022).

## Професійна кар'єра

### Кар'єра як кікбоксера
У квітні 2004 року виграв міжнародні змагання «Кубок Польщі», що проходили у Любліні, перемігши у фіналі литовського спортсмена Вадима Хромих у ваговій категорії до 75 кг.
У березні 2006 року на Міжнародному чемпіонаті Латвії з кікбоксингу, Брієдіс виграв золото у категорії лайт-контакт до 89 кг та лоу-кік до 86 кг.
У 2008 році спортсмен став чемпіоном Європи, що проходив у Варні, в категорії фулл-контакт до 86 кг. У фіналі він переміг польського боксера Рафаеля Александровича.

### Кар'єра як боксера
Перший бій на професійному рингу провів 11 жовтня 2009 року.
22 листопада 2013 року в бою проти чеха Любоша Суди здобув вакантний титул чемпіона IBA.
21 лютого 2016 року в бою проти досвідченого південноафриканця Дені Вентера Майріс завоював вакантний титул інтерконтинентального чемпіона IBF.
У наступному поєдинку 14 травня 2016 року переміг технічним нокаутом дуже грізного нігерійського нокаутера Оланреваджу Дуродула (22:2, 20КО). Після цієї перемоги Брієдіс був готовий до бою за титул чемпіона світу за будь-якою версією.

#### Брієдіс проти Хука
На початку 2017 року стало відомо, що чемпіон світу за версією WBC в першій важкій вазі Тоні Белью проведе свій наступний бій у важкій вазі проти свого співвітчизника Девіда Хея, через що не зможе провести захист свого титулу. Федерація WBC вирішила санкціонувати бій Брієдіса проти Марко Хука за пояс «тимчасового» чемпіона, володар якого битиметься проти Тоні Белью. За два дні до бою стало відомо, що боксери зустрінуться за повноцінний титул чемпіона WBC, а не за тимчасовий. Причиною цього стало рішення Тоні Белью остаточно перейти у важку вагову категорію. Окрім пояса WBC на кону стояв пояс чемпіона IBO, який належав Хуку.
Поєдинок відбувся 1 квітня 2017 року в Дортмунді (Німеччина), а перемогу в ньому одержав латвійський боксер. Сам бій пройшов у в'язкій боротьбі з великою кількістю клінчів, але за рахунок своєї швидкості та кращої точності Брієдіс мав перевагу. Судді одностайним рішенням віддали йому перемогу 116:111, 117:110, 118:109.

### World Boxing Super Series 2017—2018

#### Брієдіс проти Переса
Майріс Брієдіс вирішив узяти участь у першому турнірі Всесвітньої боксерської суперсерії у першій важкій вазі і отримав третій сіяний номер на жеребкуванні. У суперники у чвертьфіналі йому випав кубинець Майк Перес. Бій між ними пройшов 30 вересня 2017 року у Ризі. Перемогу одностайним рішенням здобув латвійський боксер — 115:111, 114:112 і 116:110.

#### Брієдіс проти Усика
У напівфіналі суперником Брієдіса став фаворит турніру українець Олександр Усик.
27 січня 2018 року у Ризі відбувся бій за титули WBC і WBO і за вихід у фінал турніру Суперсерії. Бій проходив у високому темпі, був цікавим і напруженим. На старті поєдинку Брієдіс виглядав краще за свого суперника, але починаючи з 5-го раунду Усик почав діяти агресивніше і перебивав латвійця. У результаті бій тривав усі 12 раундів. Перемогу рішенням більшості здобув український спортсмен — 114:114 і двічі 115:113. Поразка для Брієдіса стала першою.

### World Boxing Super Series 2018—2020

#### Брієдіс проти Ґевора
20 липня 2018 року у Москві відбулося жеребкування 2 сезону Всесвітньої боксерської суперсерії у 2 вагових категоріях.
29 серпня організатори оголосили про учасників ще однієї вагової категорії (першої важкої) і відразу склад чвертьфінальних пар. Майріс Брієдіс, що став першим сіяним, отримав у суперники по чвертьфіналу німця вірменського походження Ноеля Ґевора (Мікаеляна).
10 листопада 2018 року у Чикаго, США, відбувся вечір боксу, в якому визначалися два півфіналісти Суперсерії.
Бій Брієдіс — Ґевор тривав усі 12 раундів і завершився перемогою Майріса одностайним рішенням — 114:112, 115:111, 116:110. У цьому бою Брієдіс завоював вакантний титул WBC Diamond. В іншому бою поляк Кшиштоф Гловацький переміг росіянина Максима Власова і став суперником Брієдіса.

#### Брієдіс проти Гловацького
15 червня 2019 року у Ризі відбувся півфінальний бій Майріс Брієдіс — Кшиштоф Гловацький, на кону якого стояв титул WBO і який завершився скандалом. У 2-му раунді суперники обмінялися брудними прийомами — спочатку Гловацький ударив Брієдіса по потилиці, а латвієць у відповідь вдарив поляка ліктем у щелепу. Рефері Роберт Бьорд не дискваліфікував Брієдіса за цей удар, а запропонував Гловацькому продовжити бій. Брієдіс кинувся в атаку, а через шум у залі рефері не почув гонг на перерву і дозволив Брієдісу надіслати Гловацького у важкий нокдаун після завершення раунду. На початку 3-го раунду Гловацький, що не встиг отямитися за перерву, опинився в нокауті.
Команда Гловацького подала у WBO протест на результат цього бою. У жовтні 2019 року WBO оголосила про негайний реванш між Гловацьким і Брієдісом. Брієдіс відмовився давати Гловацькому реванш і вирішив битися у фіналі Всесвітньої боксерської суперсерії проти іншого фіналіста Юніела Дортікоса навіть без чемпіонського пояса. Організація позбавила Брієдіса титулу чемпіона WBO і оголосила титул вакантним.

#### Брієдіс проти Дортікоса
Фінал 2-го сезону Всесвітньої боксерської суперсерії в першій важкій вазі спочатку мав відбутися 21 березня 2020 року в Ризі, але був перенесений через коронавірус, що спалахнув у Китаї, на 16 травня, а потім взагалі скасований.
9 вересня 2020 року організатори оголосили, що фінал відбудеться 26 вересня в Мюнхені без глядачів. У фіналі Брієдіс переміг рішенням більшості кубинця Юніела Дортікоса. У бою, що тривав усі 12 раундів, Брієдіс діяв більш різноманітно і, крім Кубка Алі, завоював титул чемпіона світу за версією IBF, що належав Дортікосу.

#### Брієдіс проти Опетая
2 липня 2022 року суперником Брієдіса став австралійський проспект Джай Опетая (Австралія). Претендент виявився для чемпіона занадто швидким і незручним суперником, який боксував на зручній для себе відстані. Брієдис до останнього раунду намагався посилити тиск, але все ж поступився одностайним рішенням суддів і втратив звання чемпіона.
До 21 листопада 2023 року сторони Брієдіса та Опетаї повинні були домовитися про реванш, але Опетая вирішив спочатку провести поєдинок проти Елліса Зорро. IBF не дозволила Опетаї провести другий добровільний захист, через що він залишив вакантним свій чемпіонський титул IBF у першій важкій вазі.

#### Брієдіс проти Опетая II
18 травня 2024 року в Саудівській Аравії в другому за значимістю бою в рамках шоу Тайсон Ф'юрі — Олександр Усик Брієдіс зустрівся в реванші з Джаєм Опетая. Обидва боксували з огляду на тили, бій пройшов усю заплановану дистанцію. Австралієць краще рухався і був точнішим в своїх атаках, що і принесло йому перемогу одностайним рішенням. Переможець бою отримав вакантний титул чемпіона IBF і титул журналу The Ring у першій важкій вазі.

### Таблиця боїв
| 28 Перемог (20 нокаутом, 8 за рішенням суддів), 3 Поразки (0 нокаутом, 3 за рішенням суддів) |        |                        |        |              |                   |                                        | |
| Результат                                                                                    | Рекорд | Суперник               | Спосіб | Раунд, час   | Дата              | Місце проведення                       | Примітки |
| Поразка                                                                                      | 28-3   | Джай Опетая            | UD     | 12           | 18 травня 2024    | Kingdom Arena, Ер-Ріяд                 | Бій за титули чемпіона IBF та The Ring в першій важкій вазі.                                                                         |
| Поразка                                                                                      | 28-2   | Джай Опетая            | UD     | 12           | 2 липня 2022      | Gold Coast Convention Centre, Бродбіч  | Втратив титули чемпіона IBF та The Ring в першій важкій вазі.                                                                        |
| Перемога                                                                                     | 28-1   | Артур Манн             | TKO    | 3 (12), 2:59 | 16 жовтня 2021    | Арена Рига, Рига                       | Захистив титули чемпіона IBF та The Ring в першій важкій вазі.                                                                       |
| Перемога                                                                                     | 27-1   | Юніел Дортікос         | MD     | 12           | 26 вересня 2020   | Plazamedia Broadcasting Center, Мюнхен | Завоював титул чемпіона IBF та вакантний титул чемпіона The Ring в першій важкій вазі; World Boxing Super Series: фінал              |
| Перемога                                                                                     | 26-1   | Кшиштоф Гловацький     | TKO    | 3 (12)       | 15 червня 2019    | Арена Рига, Рига                       | Завоював титул чемпіона WBO в першій важкій вазі; World Boxing Super Series: півфінал                                                |
| Перемога                                                                                     | 25-1   | Ноель Ґевор (Мікаелян) | UD     | 12           | 10 листопада 2018 | UIC Pavilion, Чикаго                   | Завоював титул чемпіона WBC Diamond в першій важкій вазі; World Boxing Super Series: чвертьфінал                                     |
| Перемога                                                                                     | 24-1   | Брендон Делор'є        | UD     | 10           | 21 липня 2018     | Олімпійський, Москва                   | |
| Поразка                                                                                      | 23-1   | Олександр Усик         | MD     | 12           | 27 січня 2018     | Арена Рига, Рига                       | Втратив титул чемпіона WBC в першій важкій вазі; Бій за титул чемпіона WBO в першій важкій вазі; World Boxing Super Series: півфінал |
| Перемога                                                                                     | 23-0   | Майк Перес             | UD     | 12           | 30 вересня 2017   | Арена Рига, Рига                       | Захистив титул чемпіона WBC в першій важкій вазі; World Boxing Super Series: чвертьфінал                                             |
| Перемога                                                                                     | 22-0   | Марко Хук              | UD     | 12           | 1 квітня 2017     | Westfalenhallen, Дортмунд              | Виграв вакантний титул чемпіона WBC в першій важкій вазі                                                                             |
| Перемога                                                                                     | 21-0   | Сімон Валлілі          | TKO    | 3 (8), 2:38  | 15 жовтня 2016    | Echo Arena, Ліверпуль                  | |
| Перемога                                                                                     | 20-0   | Оланреваджу Дуродола   | TKO    | 9 (12), 2:58 | 14 травня 2016    | Arena Riga, Рига                       | Виграв титул чемпіона WBC Silver в першій важкій вазі                                                                                |
| Перемога                                                                                     | 19-0   | Дені Вентер            | TKO    | 2 (12), 2:05 | 21 лютого 2016    | Arena Riga, Рига                       | Виграв вакантний титул чемпіона IBF Inter-Continental в першій важкій вазі                                                           |
| Перемога                                                                                     | 18-0   | Ласло Хуберт           | TKO    | 2 (6), 2:42  | 6 листопада 2015  | Palais, Франкфурт-на-Майні             | |
| Перемога                                                                                     | 17-0   | Мануель Чарр           | КО     | 5 (10), 2:55 | 22 серпня 2015    | Ахмат-арена, Грозний                   | |
| Перемога                                                                                     | 16-0   | Емре Алтінтанс         | TKO    | 2 (6), 1:35  | 28 червня 2015    | Fruchthalle, Кайзерслаутерн            | |
| Перемога                                                                                     | 15-0   | Бйорен Блашке          | ТКО    | 4 (6), 1:45  | 10 квітня 2015    | Kongress Und Sportzentrum, Гессен      | |
| Перемога                                                                                     | 14-0   | Ісмаїл Абдул           | UD     | 12           | 14 листопада 2014 | Olympic Hall, Лієпая                   | |
| Перемога                                                                                     | 13-0   | Заба Фаур              | KO     | 1 (6), 1:45  | 26 вересня 2014   | Palais, Франкфурт-на-Майні             | |
| Перемога                                                                                     | 12-0   | Джозеф Вегас           | TKO    | 9 (10), 1:09 | 26 липня 2014     | Kipsala Exhibition Centre, Рига        | |
| Перемога                                                                                     | 11-0   | Любос Сюда             | RTD    | 5 (12), 3:00 | 22 листопада 2013 | Olympic Hall, Лієпая                   | |
| Перемога                                                                                     | 10-0   | Жеремі Уанна           | UD     | 8            | 5 липня 2013      | Olympic Hall, Порто Каррас             | |
| Перемога                                                                                     | 9-0    | Джонатан Фелтон        | TKO    | 2 (6), 2:41  | 14 червня 2013    | The Ritz, Ралі                         | |
| Перемога                                                                                     | 8-0    | Денні Вільямсом        | TKO    | 2 (6), 1:09  | 23 березня 2013   | Arena Riga, Рига                       | |
| Перемога                                                                                     | 7-0    | Марко Ангерманн        | TKO    | 2 (6), 2:38  | 20 жовтня 2012    | Arena Riga, Рига                       | |
| Перемога                                                                                     | 6-0    | Джозеф Наді            | TKO    | 2 (6), 1:07  | 16 червня 2012    | Sports Complex Majori, Юрмала          | |
| Перемога                                                                                     | 5-0    | Руслан Сініавський     | TKO    | 1 (6), 2:50  | 24 березня 2012   | Arena Riga, Рига                       | |
| Перемога                                                                                     | 4-0    | Андреяс Нагліс         | KO     | 2 (6), 0:25  | 8 жовтня 2011     | Arena Riga, Рига                       | |
| Перемога                                                                                     | 3-0    | Йосіп Ялусіч           | TKO    | 1 (6)        | 2 червня 2011     | Arena Riga, Рига                       | |
| Перемога                                                                                     | 2-0    | Габор Желек            | TKO    | 1 (6), 3:00  | 12 червня 2010    | Hala Sportowa, Криниця-Здруй           | |
| Перемога                                                                                     | 1-0    | Рауліс Рацілаускас     | UD     | 4            | 11 жовтня 2009    | Riga Hanza Secondary School, Рига      | |